# Джордж Стейси (Marvel Comics)
Джордж Сте́йси (англ. George Stacy) — персонаж американских комиксов издательства Marvel Comics, созданный Стэном Ли, Джоном Ромитой-старшим и Доном Хеком и являющийся одним из второстепенных героев в историях про Человека-паука. Он — отец Гвен Стейси и отставной капитан Департамента полиции Нью-Йорка. В противовес Джею Джоне Джеймсону Стейси выступает одним из сторонников Человека-паука в его борьбе с преступностью. Его смерть в сюжетной линии Death of Captain Stacy стала поворотным моментом в жизни супергероя, цель которого заключалась в донесении для читателей, что в комиксе могут произойти необратимые последствия, а персонажи второго плана остаются смертными. 
На протяжении многих лет с момента его первого появления в комиксах персонаж появлялся в других медиа продуктах, в том числе: фильмы и мультсериалы. В фильме «Человек-паук 3: Враг в отражении» 2007 года его сыграл Джеймс Кромвелл, а в дилогии Марка Уэбба роль капитана Стейси исполнил Денис Лири.

## История публикаций
Джордж Стейси дебютировал в The Amazing Spider-Man #56 (Январь, 1968) и был создан сценаристом Стэном Ли и художниками Джоном Ромитой-старшим и Доном Хеком.

## Биография вымышленного персонажа
Влюбившись в свою однокурсницу из Университета Эмпайр-Стейт по имени Гвен Стейси, Питер Паркер вскоре узнал, что её отцом был один из самых уважаемых бывших сотрудников Департамента полиции Нью-Йорка, капитан Джордж Стейси. Даже находясь на пенсии капитан Стейси следил за событиями в структуре и проявлял живой интерес к подвигам Человека-паука.
Вскоре Джон Джеймсон попросил капитана Стейси вернуться к своим обязанностям из отставки, чтобы помочь вернуть устройство под названием Нуллификатор, которое могло вывести из строя любое электрическое или механическое приспособление. Как оказалось, Доктор Осьминог обманом заставил страдающего амнезией Человека-паука похитить прибор.
Предотвратив кражу Нуллификатора, капитан Стейси допросил Питера Паркера, который, как полагали другие люди, оказался невольно втянут в конфликт между Доктором Осьминогом и Человеком-пауком. Затем капитан Стейси рассказал Питеру, что долгое время следил за супергероем, и был рад познакомиться с его фотографом. 
Назвав себя ярым сторонником Человека-паука, капитан Стейси хотел, чтобы герой очистил своё имя в глазах общественности. Также он быстро проникся симпатией к молодому человеку и открыто поощрял возникшие чувства связь между юношей и его дочерью Гвен. Вскоре после этого, в танцевальном клубе, в котором работала Мэри Джейн Уотсон, капитан Стейси погрузился в гипнотический транс, будучи сфотографированным Мэри Джейн, которая не знала, что камера была взломана криминальным авторитетом Уилсоном Фиском. Стейси оказался в подсобке, где доктор Винклер, изобретатель камеры, промыл ему мозги. Несмотря на усилия Человека-паука, Джордж был вынужден следовать указаниям Кингпина. Таким образом, капитан Стейси выкрал полицейские записи для Кингпина, в то время как автоматическая камера Человека-паука зафиксировала кражу. Питер Паркер передал фотографии Джею Джоне Джеймсону, в надежде, что это очевидное предательство семьи Стейси должно помочь оправдать капитана, действующего по воле Фиска. Впоследствии Джордж и Гвен были схвачены людьми Фиска, оказавшись в одной из лабораторий Нормана Озборна, где работал доктор Винклер. Кингпин намеревался убить Стейси после того, как тот сыграл роль наживки для Человека-паука. После поражения Кингпина, показания прибывшего Озборна помогли восстановить репутацию Стейси.
Со временем капитан Стейси начал подозревать, что Паркер и Человек-паук — это один и тот же человека. После того, как тяжело больной Питер признался своим друзьям, в том числе Джорджу Стейси, что он и есть Человек-паук, молодой человек попросил Бродягу сыграть роль Человека-паука, чтобы того увидели рядом с Питером Паркером, однако капитан не повёлся на уловку. Однажды ночью капитан Стейси стал свидетелем сражения супергероя и Доктора Осьминога на вершине крыши, в числе множества жителей Нью-Йорка. В ходе продолжительного боя, с крыши начали смещаться куски бетона, которые упали на зрителей внизу. Заметив ребёнка, стоящего под падающей каменной кладкой, капитан Стейси прикрыл мальчика своим телом, заплатив за героизм собственной жизнью. Человек-паук услышал последние слова капитана Стейси, который призвал его защищать Гвен.

## Альтернативные версии

### Ultimate Marvel
Во вселенной Ultimate Marvel персонажа зовут Джон Стейси. Он гораздо моложе классической версии и имеет каштановые волосы, обладает атлетическим телосложением, носит личное оружие и не является поклонником Человека-паука, однако восхищается работой юного линчевателя. Джон не может найти общий язык со своей дочерью-подростком Гвен Стейси, а его брак находится на грани распада. Сначала он появляется на складе, где проводит задержание остановленного Человеком-пауком преступника, а затем осматривает дом, подвергшийся нападению Доктора Осьминога. Впоследствии Джон узнаёт, что Гвен принесла в школу нож, которым угрожала своему однокласснику. В момент беседы с дочерью с ним связывается репортёр Daily Bugle Бен Урих. Стейси не нравится, что Урих отстранил Кингпина от контроля над Нью-Йорком, поскольку это привело к борьбе за территорию Фиска. Когда жена Джорджа уходит из семьи, Джон просит Мэй Паркер присматривать за Гвен, пока он отсутствует на полицейской конференции. Впоследствии капитана убивает грабитель банка, выдававший себя за Человека-паука. Когда преступник грабит бронированный грузовик и бросает сумку со взрывчаткой в находящегося поблизости ребёнка, Стейси жертвует своей жизнью, чтобы спасти мальчика. После смерти отца, Гвен начинает ненавидеть Человека-паука, продолжая верить в виновность супергероя даже после признания настоящего преступника. Мэй Паркер, в конечном итоге, решает приютить Гвен. Через какое-то время Гвен перестаёт винить Человека-паука в смерти отца, узнав, что под маской Стенолаза скрывается её друг Питер Паркер. 

## Вне комиксов

### Телевидение
- Персонаж, основанный на Джордже Стейси по имени Нед Стейси появляется в мультсериале «Человек-паук» 1967 года, где предстаёт дядей Мэри Джейн Уотсон[15].
- Клэнс Браун озвучил Джорджа Стейси в мультсериале «Новые приключения Человека-паука» 2008 года, где тот является одним из второстепенных героев[16].
- Капитан Стейси, озвученный Робертом Клотуорти, появляется в мультсериале «Великий Человек-паук» 2012 года[15].
- Джордж Стейси упоминается в мультсериале «Человек-паук» 2017 года.
- Персонаж фигурирует в мультсериалах «Восход Marvel: Инициация» и «Восход Marvel: В погоне за призраками», где его озвучил Стивен Уэбер[15].

### Кино
- Джордж Стейси в исполнении Джеймса Кромвелла появляется в фильме «Человек-паук 3: Враг в отражении» 2007 года[4]. Капитан по-прежнему является отцом Гвен Стейси и действующим капитаном полиции Нью-Йорка. Подобно оригинальной версии из комиксов, он одобряет действия Человека-паука и испытывает личную признательность к супергерою за спасение Гвен. Позже Стейси сообщает Питеру и Мэй Паркер, что настоящим убийцей Бена Паркера является Флинт Марко, а не Деннис Кэррадайн, который ранее считался виновным. Он пытается утешить рассерженного Питера, прежде чем тот в ярости покидает участок. Позже Стейси и Гвен присутствуют на похоронах Гарри Озборна.
- Денис Лири сыграл Джорджа Стейси в дилогии Марка Уэбба, дебютировав в картине «Новый Человек-паук» 2012 года[6]. Актёр признался, что задолго до того, как его выбрали на роль Джорджа Стейси, его друг Джефф Гарлин, фанат Человека-паука, сказал: «При первой встрече я принял тебя за Джорджа Стейси!»[17]. Здесь он значительно моложе своего классического аналога. В отличие от комиксов и других адаптаций, Стейси не одобряет деятельность Человека-паука и считает его угрозой. Стейси стремится арестовать супергероя, считая того опасным линчевателем, особенно после того, как из-за того проваливается спецоперация полиции. Как только Стейси узнаёт личность Человека-паука и понимает, что Питер на его стороне и может спасти Гвен, он меняет свою точку зрения. После получения смертельного ранения от Ящера при спасении Паркера, капитан просит молодого человека дать ему обещание перестать видеться со своей дочерью, чтобы уберечь Гвен от опасностей, присущих жизни супергероя. Первоначально Питер выполняет просьбу Стейси, однако затем решает несмотря ни на что остаться с Гвен.
- Лири повторил роль Джорджа Стейси в фильме «Новый Человек-паук. Высокое напряжение» 2014 года, появляясь в качестве галлюцинации Питера Паркера[18]. 
  - Изначально Лири должен был вновь сыграть капитана Стейси в так и не вышедшем «Новом Человеке-пауке 3», где Питер должен был каким-то образом вернуть его к жизни[19][20].
- Джордж Стейси появляется в эпизодической роли в фильме «Человек-паук: Через вселенные» 2018. Когда Гвен-Паук рассказывает о своём прошлом, она упоминает, что спасла отца от выстрела преступника. Также он появится в сиквеле мультфильма, где его озвучит Шей Уигем[21].

### Видеоигры
Капитан Стейси упоминается в играх Spider-Man: Edge of Time, The Amazing Spider-Man и The Amazing Spider-Man 2.